# ديفل ماي كراي: سلسلة الرسوم المتحركة
ديفل ماي كراي (باليابانية: デビル メイ クライ، بالروماجي: Debiru Mei Kurai)
هو مسلسل أنمي ياباني تلفزيوني مقتبس من لعبة ديفل ماي كراي المشهورة، عرض الأنمي في 14 يونيو 2007 وانتهى عرضه في 6 سبتمبر 2007 وتكون من 12 حلقة.لكن قصة الأنمي تقع بين أجزائها وليس جميعها.حيث يقوم دانتي بفتح مكتب اسمه devil may cry يعمل علي اصطياد الشياطين وقتلهم، وهو يعاني الكثير من الديون لكثير من الأشخاص، وكيل أعمال دانتي موريسون الذي يزوره بشكل متكرر، أحضر له فتاة إسمها باتي لويل، وهي فتاة يتيمة أنقذها دانتي في الحلقة الأولى ومن هنا تبدأ القصة.

## الشخصيات
- دانتي ((باليابانية: ダンテ))(بالإنجليزية: Dante)‏

مؤدي الصوت:توشيوكي موريكاوا
هو ابن الشيطان سباردا اللذي وقع في حب إمرٱة بشرية أسمها إيفا، أنجبت منه توإمين متطابقين وهما دانتي وفيرجل، إلا أنه يمكن التميز بينهما بسبب كون شعر فيرجل مائل إلي الخلف، وأيضا فيرجل لا يظهر في المسلسل.
- ليدي ((باليابانية: レディ، بالروماجي: Redi))

مؤدية الصوت:فوميكو أوريكاسا
Lady،ولها اسم ثاني هو Mary
كل من لعب لعبة Devil May Cry 3 يعرف من هي حيث كانت والدتها (اللتي قتلت علي يد والدها) هي الوحيدة اللتي كانت تناديها بإسمها الحقيقي ماري، مما أضطر دانتي أن يناديها ب ليدي.تظهر ليدي بين الحين والأخرفي المسلسل لتساعد دانتي في عمله أو تأتي تشتكي له أن شخصا يهدد عملها.هي عادة تقامر مع دانتي ودائما تفوز مما يضع دانتي في دين كبير.
- تريش ((باليابانية: トリッシュ، بالروماجي: Torisshu)) (بالإنجليزية: Trich)‏

مؤدية الصوت:أتسكو تاناكا
هي شيطان أوجدها مندوس في صورة والدة دانتي(إيفا) . إنضمت لدانتي بعد هزيمة مندوس، وأصبحت شريكة له، لكن في اللعبة يقوم دانتي بقتلها لأنها حاولت قتله، فيحزن كثيرا لأنها تفكره بوالدته.في المسلسل تظهر عندما توضف ليدي لقتلها، فيتقاتلا ثلاثة مرات، لكن في نهاية الحلقة تصبحان صديقتين، ونشاهد تريش مرتين فقط في المسلسل.
- باتي ((باليابانية: パティ・ローエル، بالروماجي: Pati Rōeru)) (بالإنجليزية: Patty Lowell)‏

مؤدية الصوت:ميساتو فوكوين
هي فتاة صغيرة إلتقي بها دانتي في ضروف معينة، بسبب ميراث ما، اللذي تبين أنه عملية احتيال، ومنذ ذلك الحين أصبحت تقضي وقتا طويلا مع دانتي، وهي تحولت إلي سلالة قوية للساحر اللذي ختم الشيطان الجارية.هي فتاة لطيفة جدا وتحب الأشياء اللطيفة، وأحيانا تزين مكتب دانتي بأشرطة وأفخم الألعاب.تحب الرومانسية وبرامج التلفزيون، ودانتي أيضا
- موريسون ((باليابانية: J・D・モリソン، بالروماجي: J. D. Morison)) (بالإنجليزية:  J.D. Morison)‏

مؤدي الصوت:أكيو أوتسكا
هو مدير أعمال دانتي ودائما ما يصلح أجهزة دانتي أو باتي في المكتب، كالمرة اللتي حاول إصلاح المسجل ولكنه أصلح التلفاز.
- سيد ((باليابانية: シド، بالروماجي: Shido))

(بالإنجليزية: Sid)‏
مؤدي الصوت:ناتشي نوزاوا
هو شيطان ضعيف، لكنه بدأ التلاعب بالعقول، حيث تلاعب بعقل دانتي، يقوم بجمع أشياء شيطانية قيمة، لكي يمتلك قوة Abigail،ولكنه بالفعل حصل عليه بعد أن جعل باتي تضع القلادة علي الختم.

## وصلات خارجية
Official Funimation Devil May Cry Website
- Devil May Cry Japanese website (باليابانية)

- Wowow's Devil May Cry Japanese webpage (باليابانية)

- ديفل ماي كراي: سلسلة الرسوم المتحركة على موقع IMDb (الإنجليزية)
- ديفل ماي كراي: سلسلة الرسوم المتحركة على موقع كينوبويسك (الروسية)
- ديفل ماي كراي: سلسلة الرسوم المتحركة على موقع قاعدة بيانات الفيلم (الإنجليزية)
- ديفل ماي كراي: سلسلة الرسوم المتحركة على موقع ANN anime (الإنجليزية)